# دم‌سرخ شکم‌سفید
دم‌سرخ شکم‌سفید (نام علمی: Hodgsonius phoenicuroides) نام یک گونه از سرده مه‌سراینده‌ها است.